# Aiguille du Grépon
La Aiguille du Grépon (3.482 m s. n. m.) es una montaña de la Cadena de las Aiguilles de Chamonix, en el Macizo del Mont Blanc en la Alta Saboya, Francia.
La montaña fue ascendida por vez primera el 5 de agosto de 1881 por Albert Mummery, Alexander Burgener y Benedikt Venetz.

## Clasificación SOIUSA
Según la clasificación SOIUSA, la Aiguille du Grépon pertenece:
- Gran parte: Alpes occidentales
- Gran sector: Alpes del noroeste
- Sección: Alpes Grayos
- Subsección: Alpes del Mont Blanc
- Supergrupo: Macizo del Mont Blanc
- Grupo: Cadena de las Aiguilles de Chamonix
- subgrupo: Grupo Charmoz-Grépon
- Código: I/B-7.V-B.3.d